# Andy Roach
Andy Roach (* 22. August 1973 in Mattawan, Michigan) ist ein ehemaliger US-amerikanischer Eishockeyspieler, der zuletzt bis 2012 in der DEL für die DEG Metro Stars spielte.

## Karriere
Der 1,81 m große Verteidiger begann seine Karriere bei den Waterloo Black Hawks in der amerikanischen Juniorenliga USHL sowie im NCAA-Team der Ferris State University, bevor er 1997 zu den San Antonio Dragons in die International Hockey League wechselte.
Weitere Station in dieser Minor League waren bis 1999 die Long Beach Ice Dogs sowie die Utah Grizzlies, dann unterschrieb der Linksschütze einen Vertrag beim deutschen Erstligisten Krefeld Pinguine. Nach einem Jahr beim KEV wechselte Roach zu den Adler Mannheim, mit denen er 2001 Deutscher Meister wurde und für die er bis 2004 auf dem Eis stand. Über den Lausanne HC wechselte der Amerikaner zur Saison 2005/06 zu den St. Louis Blues in die National Hockey League. Dort wurde er allerdings nur fünfmal eingesetzt und kehrte noch in der gleichen Spielzeit in die Schweizer Nationalliga A zu den ZSC Lions zurück. Ab 2006 spielte Roach vier Jahre für die Eisbären Berlin, mit denen er 2008 und 2009 zwei DEL Meisterschaften in Folge feiern konnte. Im August 2010 wechselte der Verteidiger zum Ligakonkurrenten DEG Metro Stars. Nach einer starken Saison, in welcher es der Routinier nach dem Experten Gremium der Eishockey News unter die Top 10 Verteidiger der Saison 2010/2011 schaffte, wurde sein Vertrag vorzeitig um ein weiteres Jahr verlängert. Ausschlaggebend war insbesondere die Punkteausbeute des dreifachen Deutschen Meisters von 39 Punkten bei 10 erzielten Treffern.

### International
Für die US-amerikanische Eishockeynationalmannschaft bestritt Andy Roach die Eishockey-Weltmeisterschaften 2004 und 2005.

## Erfolge und Auszeichnungen
- 2001 Deutscher Meister mit den Adler Mannheim
- 2003 Teilnahme am DEL All-Star Game
- 2007 Teilnahme am DEL All-Star Game
- 2008 Teilnahme am DEL All-Star Game
- 2008 Deutscher Meister mit den Eisbären Berlin
- 2009 Deutscher Meister mit den Eisbären Berlin

### International
- 2004 Bronzemedaille bei der Weltmeisterschaft

## Karrierestatistik

### International
Vertrat die USA bei:
- Weltmeisterschaft 2004
- Weltmeisterschaft 2005

(Legende zur Spielerstatistik: Sp oder GP = absolvierte Spiele; T oder G = erzielte Tore; V oder A = erzielte Assists; Pkt oder Pts = erzielte Scorerpunkte; SM oder PIM = erhaltene Strafminuten; +/− = Plus/Minus-Bilanz; PP = erzielte Überzahltore; SH = erzielte Unterzahltore; GW = erzielte Siegtore; 1 Play-downs/Relegation; Kursiv: Statistik nicht vollständig)